# Connor Krempicki
Connor Krempicki (* 14. September 1994 in Gelsenkirchen) ist ein deutscher Fußballspieler. Er spielt im Mittelfeld.

## Karriere
Der gebürtige Gelsenkirchener durchlief ein Jahrzehnt lang diverse Jugendmannschaften des FC Schalke 04, mit der U19 wurde er 2011/12 Deutscher Meister. 2013 wechselte er zur TSG Hoffenheim. Dort kam er als Ergänzungsspieler der zweiten Mannschaft zu insgesamt 37 Einsätzen (2 Tore). Sein nächster Wechsel führte ihn von der Süd/West- in die West-Staffel der viertklassigen Regionalliga zu Viktoria Köln (18 Einsätze, 3 Tore). Der Durchbruch gelang ihm in der Saison 2016/17 im Dress des Bonner SC, als ihm neben acht Toren auch zehn Vorlagen gelangen. Im Anschluss wechselte er gemeinsam mit Sturmkollege Lucas Musculus, der 20 Tore in der Regionalliga West erzielt hatte, zum Ligakonkurrenten KFC Uerdingen 05. Als Stammspieler stieg er mit den Krefeldern in die 3. Liga auf. Dort feierte Krempicki am ersten Spieltag bei der Auftaktniederlage gegen Unterhaching (1:3) sein Profidebüt.
In Uerdingen blieb Krempicki bis zum Ende der Saison 2018/19. Im Juni 2019 gab der in die 3. Liga abgestiegene MSV Duisburg die Verpflichtung Krempickis bekannt. Sein Vertrag war zunächst für eine Spielzeit gültig und wurde dann um ein weiteres Jahr verlängert. Vor der Saison 2021/22 wechselte er innerhalb der 3. Liga zum 1. FC Magdeburg.

## Erfolge
- FC Schalke 04 U19:
  - A-Junioren-Meister 2011/12
- KFC Uerdingen 05:
  - Aufstieg in die 3. Liga zur Saison 2018/19
- 1. FC Magdeburg:
  - Aufstieg in die 2. Bundesliga zur Saison 2022/23